# Academia Latina de Artes y Ciencias de la Grabación
La Academia Latina de Artes y Ciencias de la Grabación (en inglés: Latin Academy of Recording Arts & Sciences), también conocida como Academia Latina de la Grabación, es una asociación multinacional de membresía localizada en Miami, Estados Unidos. La asociación está integrada por profesionales de la industria musical, incluyendo músicos, productores, ingenieros de grabación y otros profesionales creativos y técnicos, y está dedicada a mejorar la condición cultural de la música en español y portugués y la calidad de vida de sus creadores, tanto dentro como fuera de los Estados Unidos. La Academia Latina de la Grabación es internacionalmente conocida por los Premios Grammy Latinos, otorgados anualmente desde el año 2000.